# Club Náutico de Campello

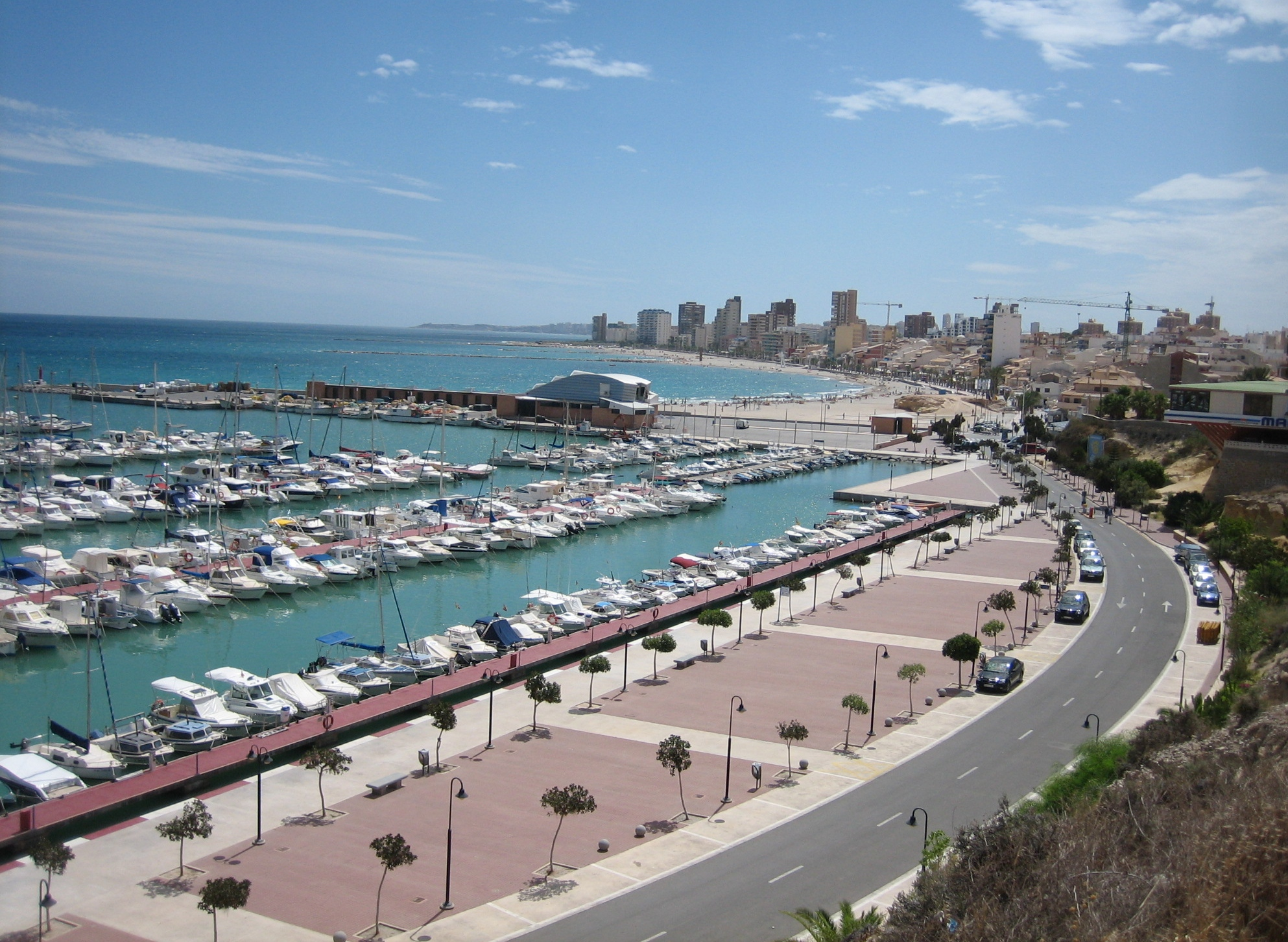
Puerto de Campello.

El Club Náutico de Campello es un club náutico que se sitúa en el municipio de Campello, en la provincia de Alicante (Comunidad Valenciana, España). 
Cuenta con el distintivo de Bandera Azul desde 1999.

## Instalaciones
Ofrece servicio de combustible, agua, electricidad y grúa. Gestiona 476 amarres deportivos en agua y 180 en marina seca, para una eslora máxima permitida de 18 metros, siendo su calado en bocana de 4 m.
En 2006 las marina seca del club sufrió un incendio.

## Distancias a puertos cercanos
- Real Club de Regatas de Alicante: 8 mn
- Puerto de Tabarca: 20 mn
- Club Náutico de Villajoyosa: 8 mn
- Club Náutico de Benidorm: 14 mn
- Club Náutico de Altea: 22 mn